# Хмурое утро
«Хмурое утро» — роман Алексея Николаевича Толстого, третья часть эпопеи «Хождение по мукам». Был впервые опубликован в 1941 году.

## Сюжет
Действие романа происходит во время гражданской войны, которая разбросала героев по всей России. Даша Булавина и Иван Телегин встречаются на царицынском фронте, позже Катя и Рощин тоже находят друг друга. Наконец, все центральные персонажи встречаются в Москве, где в присутствии Ленина и Сталина с восторгом слушают исторический доклад Кржижановского о плане ГОЭЛРО.

## Создание и публикация
Толстой писал роман в 1940—1941 годах, причём явным образом подстраивался под политическую конъюнктуру. В этой книге он тенденциозно рисует картину нравственной победы «красных» над «белыми». В современном литературоведении констатируют, что его стремление «во что бы то ни стало доказать благородство и необходимость идеалов большевизма» выглядит в XXI веке как явный анахронизм.